# Dimorphodes miles
Dimorphodes miles är en insektsart som beskrevs av Ludwig Redtenbacher 1908. Dimorphodes miles ingår i släktet Dimorphodes och familjen Phasmatidae. Inga underarter finns listade i Catalogue of Life.